# Parotocinclus amazonensis
Parotocinclus amazonensis es una especie de peces de la familia Loricariidae en el orden de los Siluriformes.

## Morfología
Los machos pueden llegar alcanzar los 2,5 cm de longitud total.

## Distribución geográfica
Se encuentra en la cuenca del Amazonas.